# Sylvisorex
Sylvisorex är ett däggdjurssläkte i familjen näbbmöss (Soricidae) med cirka 12 arter som förekommer i centrala Afrika.

## Beskrivning
Arterna är jämförelsevis små, de når en kroppslängd mellan 45 och 100 mm och därtill kommer en 40 till 90 mm lång svans. Vikten ligger mellan 3 och 12 gram. Den långa mjuka pälsen är på ovansidan gråaktig och på buken ljusare.
Utbredningsområdet sträcker sig från Nigeria till Uganda och Tanzania. Individerna uppehåller sig främst i skogar. Många arter vistas huvudsakligen på träd och andra lever delvis på marken. Släktets medlemmar kan vara dag- och nattaktiva. En hona var dräktig med två embryon.
De hotas av skogsavverkningar och därför listar IUCN tre arter som starkt hotad (endangered).

## Systematik
Antalet arter i släktet är inte helt klarlagt. Wilson & Reeder (2005) skiljer mellan 12 arter:
- Sylvisorex camerunensis
- Sylvisorex granti
- Sylvisorex howelli
- Sylvisorex isabellae
- Sylvisorex johnstoni
- Sylvisorex konganensis
- Sylvisorex lunaris
- Sylvisorex morio
- Sylvisorex ollula
- Sylvisorex oriundus
- Sylvisorex pluvialis
- Sylvisorex vulcanorum

En art som tidigare tillhörde släktet, S. megalura, räknas idag till släktet Suncus.